# Virgínia Leone Bicudo
Virgínia Leone Bicudo (São Paulo, 21 de novembro de 1910 – São Paulo, 26 de setembro de 2003) foi uma socióloga e psicanalista brasileira, a primeira não médica a ser reconhecida como psicanalista, tornando-se essencial para construção e institucionalização da psicanálise no Brasil. No campo da Sociologia, foi pioneira ao tratar do estudo das relações raciais como tema de sua dissertação de mestrado em 1945.

## Vida pessoal
Virgínia nasceu na capital paulista, em 1910. Era filha da imigrante italiana Giovanna Leone e do descendente de negros escravizados Teófilo Júlio Bicudo. Giovanna foi babá da filha de criação do coronel e senador Bento Augusto de Almeida Bicudo, padrinho de Teófilo. Com o apoio do coronel Bicudo, Teófilo tornou-se funcionário dos Correios e Telégrafos e depois ascendeu na instituição até chegar ao cargo de diretor de uma agência paulistana.
Virgínia estudou na Escola Normal Caetano de Campos, no bairro da Luz, na cidade de São Paulo. Depois da Escola Normal, fez o curso de educação sanitária no Instituto de Higiene de São Paulo, em 1932. Já formada, tornou-se funcionária da Diretoria do Serviço de Saúde Escolar do Departamento de Educação, ministrando aulas de higiene em escolas do estado de São Paulo, onde veio a interessar-se pela Sociologia. Iniciou o curso de Ciências Sociais na Escola Livre de Sociologia e Política em 1936.

## Socióloga
Recebeu o grau de bacharela em Ciências Políticas e Sociais, pela Escola Livre de Sociologia e Política, no dia 1º de março de 1939.
Realizou em 1945 o Mestrado em Sociologia pela Escola Livre de Sociologia e Política, na mesma turma de Oracy Nogueira e Gioconda Mussolini, defendendo a dissertação Estudo de atitudes raciais de pretos e mulatos em São Paulo, primeiro trabalho de pós-graduação em Ciências Sociais no Brasil a tratar de relações raciais. Recentemente sua dissertação foi republicada e tem como mérito a recusa de formulações raciais de cunho biológico para se pensar a raça como categoria social.
Virgínia Leone Bicudo constatou que a discriminação racial no Brasil não só estava presente nas relações sociais como adquiria um caráter específico: configurava um preconceito que minimizava o confronto direto e impedia o desenvolvimento da consciência sobre a discriminação. Seu estudo defende a tese de que o critério da aparência calcado no branqueamento constituiria o principal determinante das oportunidades de ascensão social do negro no Brasil.
Participante do Projeto UNESCO no Brasil, coordenado por Roger Bastide e Florestan Fernandes, escreveu o relatório "Atitudes dos alunos dos grupos escolares em relação com a cor dos seus colegas", publicado em 1953, na Revista Anhembi.
Foi uma das primeiras professoras universitárias negras no Brasil, lecionando na Universidade de São Paulo, na Santa Casa e na Escola Livre de Sociologia e Política.

## Psicanalista
Virgínia Bicudo foi a primeira psicanalista sem formação médica no Brasil. Iniciou sua análise com a Dra. Adelheid Lucy Koch, primeira analista credenciada pela International Psychoanalytical Association (IPA) no Brasil. Em 1937, candidatou-se a membro da Sociedade Brasileira de Psicanálise de São Paulo (SBPSP), sendo aprovada como membro efetivo em 1945. Em 1962, foi eleita presidente da segunda diretoria do Instituto de Psicanálise, função que desempenharia até 1975.
Em 1970, Virgínia iniciou em Brasília a análise e o ensino a um grupo de seis psiquiatras (Caiuby de Azevedo Marques Trench, Humberto Haydt de Souza Mello, Ronaldo Mendes de Oliveira Castro, Tito Nícias Rodrigues Teixeira da Silva e Luiz Meyer). O grupo foi, então, encampado pela Sociedade de Psicanálise de São Paulo, tornando-se a primeira turma da atual Sociedade de Psicanálise de Brasília.

### Difusora da psicanálise
Virgínia Bicudo trabalhou de diversas maneiras para a difusão da Psicanálise no Brasil. Redigiu colunas na imprensa, defendendo suas ideias sobre a função social do psicanalista e participou da fundação da Sociedade de Psicanálise de Brasília. Colaborou também na criação da Revista Brasileira de Psicanálise (RBP). Em editorial de 2004, essa revista se referiu a ela como "uma das primeiras psicanalistas brasileiras com trânsito e publicações internacionais".

## Livros
- BICUDO, Virgínia Leone. Nosso Mundo Mental. São Paulo: Instituição Brasileira de Difusão Cultural, 1956.
- BICUDO, Virgínia Leone. Comunicação não-verbal como expressão de onipotência e onisciência. Revista Brasileira de Psicanálise, São Paulo, vol.37, n.4, 983-992, 2003.